# Дружбинський цукрорафінадний завод
Дружбинський цукрорафінадний завод — підприємство цукрової промисловості розташоване в місті Дружба Сумської області.

## Історія
Цукровий завод в селищі Хутір-Михайлівський Марчихино-Будинської волості Глухівського повіту Чернігівської губернії Російської імперії був побудований в 1855 році. Спочатку це було невелике підприємство, на якому працювали кріпаки.
У 1861 році завод переобладнали і крім цукру-піску почали виробництво цукру-рафінаду (всього в цей час завод виробляв до 200 тис. пудів цукру на рік). В кінці 1860-х років до Хутора-Михайлівського була прокладена вузькоколійна залізниця від лінії Воронеж — Зернове, що спростило підвезення сировини та вивезення готової продукції і сприяло збільшенню обсягів виробництва. В результаті кількість працівників заводу зросла до 517 осіб.
В цей час умови праці на заводі були важкими, тривалість робочого дня становила 12,5 години, заробітна плата була маленькою (чоловіки отримували 5 карбованців в місяць, а жінки — 3 карбованці на місяць), діяла система грошових штрафів. Більшість працівників жили в бараках і мало придатних для проживання сараях.
Під час першої революції в Російській імперії в ніч на 23 лютого 1905 року працівники цукрового заводу та місцеві селяни розгромили цукровий завод в Хуторі-Михайлівському і економію його власника — цукрозаводчика Терещенка. Для придушення виступу в село прибув загін кінноти з чернігівським губернатором і начальником жандармського управління, 168 осіб були арештовані і засуджені.
У 1906 році завод був відновлений, тривалість робочого дня зменшили до 10 годин, однак зарплата залишилася низькою. 17 червня 1906 року понад 300 працівників заводу прибули до Свеси, де разом з робітниками інших підприємств і селянами провели мітинг. 18 січня 1907 року працівники заводу розпочали страйк з вимогами вивести козаків з села, збільшити зарплату до 10 карбованців на місяць, ввести 8-ми годинний робочий день і зменшити кількість робочих днів до 24 на місяць.
У 1907 році через Хутір-Михайлівський була прокладена магістральна залізнична лінія Москва — Київ і станція стала залізничним вузлом (що розширило географію збуту продукції заводу). В той самий час на заводі була організована медична каса.
Перед початком першої світової війни на заводі працювало 1960 осіб (з них 640 жінок), після початку війни у зв'язку з мобілізацією чоловіків до армії кількість жінок серед працівників збільшилася.
27 грудня 1917 року станція Хутір-Михайлівський була захоплена радянськими військами, 6 січня 1918 року — в селищі, слідом за цим з працівників цукрового заводу примусово був сформований загін червоної гвардії. 18 січня 1918 року радянські окупаційні війська вивезли з заводу запаси цукру (70 тис. пудів) в Петроград.
Надалі, в ході радянсько-української війни в квітні 1918 року Хутір-Михайлівський було звільнено українськими та німецькими військами, та встановлено владу Української Народної Республіки. 19 листопада 1918 року селище захопили частини наступаючої на харківському напрямі радянської окупаційної армії.
Відновлення заводу почалося в кінці листопада 1918 року, одночасно з залізничним вузлом. У 1921 році при підприємстві був побудований заводський клуб з бібліотекою, потім відкритий медпункт, а 2 січня 1923 року Хутір-Михайлівський цукровий завод був знову введений до експлуатації. За сезон цукроваріння 1923—1924 років було вироблено 270 468 центнерів цукру. У 1925-1926 роках завод був реконструйований і вже в 1926 році він справив 3347 тис. пудів цукру. Продуктивність праці збільшилася в два рази, кількість працівників становила 2858 осіб.
В ході другої світової війни 1 жовтня 1941 року Хутір-Михайлівський був окупований наступаючими німецькими військами, слідом за цим для охорони залізничного вузла, складів при залізничній станції і цукрового заводу тут був залишений німецько-поліцейський гарнізон. Основні сили гарнізону були зосереджені на залізничній станції і в пожежному депо цукрового заводу, в самому поселенні на північно-східній і південній околицях були розміщені дві застави. У 1943 році відступаючі німецькі війська повністю зруйнували цукровий завод, розташований в Хутір-Михайлівському. Цукровий завод був відновлений і восени 1947 року відновив роботу. Пізніше основною продукцією заводу став цукор-рафінад.
У лютому 1962 року в Хуторі-Михайлівському була введена в експлуатацію нова ТЕЦ (що забезпечила можливість збільшення обсягів виробництва), а в кінці 1962 року в результаті злиття трьох поселень (Хутір-Михайлівський, села Журавка і Юрасовка) виникло місто Дружба. Після цього підприємство отримало нове найменування — Дружбинський цукрорафінадний завод. У 1967 році на заводі була встановлена автоматична лінія по упаковці рафінаду і конвеєр для транспортування упаковок. Загалом за часів радянської окупації завод входив до числа провідних підприємств містечка.
Після відновлення незалежності України державне підприємство було перетворене на відкрите акціонерне товариство. Надалі завод припинив своє існування і до кінця 2006 року був розібраний на металобрухт.